# Zdenka Celina
Zdenka Celina, slovenska policistka, * ?.

## Odlikovanja in nagrade
Leta 2001 je prejela častni znak svobode Republike Slovenije z naslednjo utemeljitvijo: »ob deseti obletnici osamosvojitve za zasluge pri obrambi svobode in uveljavljanju suverenosti Republike Slovenije«.